# Classe Round Table
La classe Round Table è stata una serie di navi logistiche, denominate (LSL - Landing Ship Logistic, navi da sbarco logistiche), usate principalmente dalla marina britannica, nella Royal Fleet Auxiliary; una di esse è stata venduta alla Marinha do Brasil mentre una versione modificata è stata costruita per la Royal Australian Navy.

## Progetto
Le navi vennero progettate per ospitare truppe e materiali da sbarcare con mezzi da sbarco di tipo Landing Craft Infantry o con gli elicotteri che possono appontare sul suo ponte di volo, due in contemporanea.

## Unità
| Nome                | Pennant Number     | Costruttore                       | Impostata          | Varata             | Immessa in servizio | Destino                                                             |
| Progetto originale  | Progetto originale | Progetto originale                | Progetto originale | Progetto originale | Progetto originale  | Progetto originale                                                  |
| ------------------- | ------------------ | --------------------------------- | ------------------ | ------------------ | ------------------- | ------------------------------------------------------------------- |
| Sir Bedivere        | L3004              | Hawthorn Leslie, Hebburn          | 28 ottobre 1965    | 20 luglio 1966     | 18 maggio 1967      | venduta alla marina militare brasiliana come Almirante Saboia, 2008 |
| Sir Galahad (I)     | L3005              | Alexander Stephen and Sons, Govan | 22 febbraio 1965   | 19 aprile 1966     | 17 dicembre 1966    | Affondata da un attacco aereo, 21 giugno 1982                       |
| Sir Geraint         | L3027              | Alexander Stephen and Sons, Govan | 21 febbraio 1965   | 26 gennaio 1967    | 12 luglio 1967      | Demolita a Gadani, 2005                                             |
| Sir Lancelot        | L3029              | Fairfields, Govan                 | marzo 1962         | 25 giugno 1963     | 16 gennaio 1964     | Venduta ed immessa nel servizio mercantile, 1989                    |
| Sir Percivale       | L3036              | Swan Hunter, Wallsend             | 27 luglio 1966     | 4 ottobre 1967     | 23 marzo 1968       | Demolita a Liverpool, 2010                                          |
| Sir Tristram        | L3505              | Hawthorn Leslie, Hebburn          | 14 marzo 1966      | 12 dicembre 1966   | 14 settembre 1967   | Ancorata nell'isola di Portland come nave statica da addestramento  |
| Progetto modificato |                    |                                   |                    |                    |                     |                                                                     |
| Tobruk              | L 50               | Carrington Slipways, Tomago       | 7 febbraio 1978    | 1º marzo 1980      | 23 aprile 1981      | In servizio attivo                                                  |
| Sir Galahad (II)    | L3005              | Swan Hunter, Wallsend             | 12 maggio 1985     | 13 dicembre 1986   | 25 novembre 1987    | Venduta alla marina militare brasiliana come Garcia D'Avila, 2007   |

## Servizio
Le navi in servizio nel 1982 vennero estesamente impiegate durante la guerra delle Falkland dalle forze britanniche nel loro sforzo della riconquista delle isole.
L'8 giugno le RFA Sir Galahad e Sir Tristram, due navi della classe, vennero colpite da due voli di A4B Skyhawk del Grupo 5.; degli iniziali 6 aerei decollati uno tornò indietro per problemi di rifornimento, ma dei 5 rimasti, tre attaccarono la Sir Galahad, colpita da uno solo degli attaccanti con tre bombe da 500 kg, mentre gli altri due colpirono la Sir Tristram; oltre ai 50 morti a bordo, vennero distrutti quasi tutti gli elicotteri Chinook da trasporto.
La Sir Galahad, ormai inservibile, venne silurata ed affondata dal sottomarino HMS Onyx, un diesel-elettrico della classe Oberon, ed è oggi riconosciuta come cimitero di guerra, mentre la Sir Tristram, sebbene gravemente danneggiata, venne trasportata in Gran Bretagna e ricostruita, e servì anche nella prima guerra del golfo.
Della Sir Galahad venne fatta una nuova versione, leggermente modificata, che venne immessa in servizio con lo stesso pennant number e poi venduta alla marina brasiliana. Un altro esemplare della versione modificata venne acquistato dalla marina australiana per le proprie esigenze e denominato Tobruk in ricordo della battaglia di Tobruk sostenuta dalle truppe australiane della 6ª divisione durante la campagna del Nordafrica della seconda guerra mondiale.